# Camí de Vera
|  | Aquest article tracta sobre el camí. Vegeu-ne altres significats a «Camí de Vera (barri de València)». |

El camí de Vera és el nom d'un camí ral empalat que recorre l'Horta a l'extrem nord-est del terme de València i l'extrem sud-est des d'Alboraia. Comunica l'antiga horta de Benimaclet, ara urbanitzada i integrada dins del nucli urbà de València, amb la costa, a la fita entre la platja de la Malva-rosa i la platja de la Patacona. Així mateix, el vial dona nom a una àmplia i mal definida zona, que correspon al que anteriorment era l'horta de Vera i ara es queda dividida entre la partida de Vera (Alboraia), la Universitat Politècnica de València, i el barri de camí de Vera (antiga horta de Benimaclet). Finalment, i per extensió, dona nom al campus del camí de Vera, pertanyent a l'esmentada universitat.
El camí naix des de l'actual carrer d'Emili Panach i Ramos, a poca distància de l'estació de Vicent Zaragozá, al barri de Camí de Vera, València. Des d'allí, discorre en direcció nord-est, creuant el carrer del Doctor Vicent Zaragozá i la línia de tramvia adossada, després la ronda Nord de València i l'avinguda de Catalunya, i recorre el nord del recinte universitari fins a arribar a la línia de ferrocarril de Rodalies, la qual travessa i desemboca en el carrer de Mendizábal, al barri de la Malva-rosa, València.